# HK P7
Die Heckler & Koch P7 oder PSP (Polizei-Selbstlade-Pistole) ist eine Selbstladepistole in Ganzstahl-Bauweise. Sie verschießt Patronen des Kalibers 9×19 mm. Die Variante P7M10 hat das Kaliber .40 S&W und wurde vor allem für den Export in die USA gebaut.

## Funktionsweise
Bei der HK P7 handelt es sich um eine Selbstladepistole mit kraftschlüssig-dynamischer Verriegelung über die Masseträgheit des Verschlusses, Eigenantrieb durch direkt wirkenden Gasdruck. Dabei wird im Gegensatz zu Gasdruckladern der Gasdruck nicht verwendet, um den Verschluss zu öffnen. Stattdessen wirkt kurz vor dem Patronenlager abgezapftes Gas auf einen Reaktionskolben. Dieser arbeitet entgegen dem Verschluss der Waffe und bremst dessen Rücklauf ab.
Diese Konstruktion bringt es mit sich, dass die Waffe einen fest eingebauten Lauf ähnlich der Walther PP besitzt, der sich beim Schuss (im Unterschied zu sonst gebräuchlichen, verriegelten Rückstoßladern mit Schwenkriegel- oder Browningverschluss) nicht bewegt. Unter anderem aus diesem Grund zeichnet sich die P7 durch eine hohe Eigenpräzision aus.
Ein weiterer Vorteil ist die Zerlegbarkeit in vier Baugruppen (Griffstück mit Lauf, Verschluss mit Gaskolben, Schlagbolzen mit Schlagbolzenfeder, Verschlussfeder) ohne jegliches Werkzeug.
Das System wurde 1927 von dem belgischen Konstrukteur John Destree patentiert. Später wurde es auch in der Steyr GB und der Norinco M77B verwendet. Entgegen der weitläufigen Meinung wird es nicht im Volkssturmgewehr 1–5 eingesetzt, hier verlangsamt die Gasbelastung nämlich nicht den Rücklauf, sondern hat gegen Ende der Verschlussrücklaufstecke lediglich eine puffernde Wirkung.

### Vorgang beim Schuss

Gasgebremster Massenverschluss, kinematische Darstellung

Der Schuss bricht, das Treibmittel in der Patronenhülse wird entzündet. Der zu allen Seiten gleichermaßen wirkende Gasdruck drückt das Geschoss aus dem Hülsenmund heraus. Sobald das Geschoss in den Übergangkegel eintritt, bewirken die Pulvergase, welche nach hinten auf die Patronenhülse wirken, ein Herausschieben der Patronenhülse nach hinten. Da die Hülse vom Verschluss abgestützt wird, beginnt der Verschluss mit seiner Öffnungsbewegung. Damit es bei diesem Vorgang nicht zur Überstreckung des Hülsenmaterials und so zu Hülsenreißern kommt, ist das Patronenlager der HK P7 mit Druckausgleichsrillen versehen. Diese sorgen durch eine Umspülung des Gasdrucks für eine reduzierte Liderungskraft im vorderen Bereich der Patronenhülse.
Sobald der Geschossboden die Gasentnahmebohrung des Reaktionszylinder passiert, füllt sich dieser mit Pulvergasen. Der Reaktionskolben ist so mit dem Verschluss der Waffe verbunden, dass dieser versucht den Verschluss wieder zu schließen. Dies kann ihm jedoch nicht gelingen, da er lediglich einen Zylinderkopfdurchmesser von 7 mm hat. Dagegen wirkt der Gasdruck in der Patronenhülse auf eine Fläche ähnlich dem Kaliber der HK P7 also ca. 9 mm. Der Reaktionskolben kann demnach die Öffnungsbewegung des Verschlusses nur verlangsamen, nicht aber aufhalten oder den Verschluss wieder schließen.
Dies hat den Vorteil, dass die HK P7 mit einer Vielzahl verschiedener Laborierungen zuverlässig betrieben werden kann, da ein schwacher Druck sowohl schwach auf den Verschluss als auch schwach auf den Reaktionskolben wirkt, wohingegen ein starker Druck einer starken Ladung entsprechend stark auf die beiden Komponenten einwirkt.
Sobald das Geschoss den Lauf der Waffe verlässt, sinkt der Gasdruck im System der HK P7 stark ab. Dabei verlieren Verschluss und Reaktionskolben ihren jeweiligen Antrieb. Da der Verschluss, bei seinem schon früh begonnenen Rücklauf, jedoch genug Impuls aufbauen konnte, reicht sein Beharrungsvermögen zum vollständigen Repetieren aus.
In älterer Literatur wird an einigen Stellen behauptet, der Verschluss der HK P7 würde durch den Druck im Reaktionskolben geschlossen gehalten werden. Dies wurde jedoch durch moderne Hochgeschwindigkeitsaufnahmen widerlegt. Zudem fehlt der HK P7 nach dem Modell der kraftschlüssig-statischen Gasverriegelung eine Kraft, welche den Verschluss der Waffe noch öffnen könnte, sobald das Geschoss den Lauf der Waffe verlassen hat.

### Spanngriff
Die P7 verfügt durch ihren Spanngriff über ein einzigartiges Handspannsystem, das sicherstellt, dass die Waffe bis zum In-Anschlag-gehen unmittelbar vor der Schussabgabe entspannt ist. Aus diesem Grund benötigt die P7 auch keinerlei manuelle Sicherung, sondern kann fertig-/durchgeladen (d. h. mit einer Patrone im Patronenlager) gefahrlos getragen werden. Am Spanngriff befindet sich vorn eine Leiste mit Fingermulden, die der Schütze umfasst, sobald er die Waffe zur Hand nimmt. Schließt der Schütze die Hand, so drückt er den Spannhebel in den Griff hinein und spannt so das Schlagbolzenschloss der Pistole. Dies wird durch ein deutliches Knacken hör-, durch das Austreten des Schlagbolzens aus dem hinteren Ende des Verschlusses sicht- und durch ein Nachlassen der Federspannung, wenn der Schlagbolzen einrastet, fühlbar. Der Schütze muss dabei nicht die ganze Zeit gegen die Schlagbolzen- und Griff-Feder den Spanngriff geschlossen halten, sondern nach Spannen der Schlagbolzenfeder nur noch gegen die Feder des Spanngriffes. Jetzt kann geschossen werden, wobei vom ersten bis zum letzten Schuss (anders als bei einem Spannabzug) ein konstantes geringes Abzugsgewicht zu überwinden ist.
Sobald der Schütze seinen Griff lockert (oder die Waffe fallen lässt), springt der Spannhebel unter Federdruck in seine Ausgangsstellung zurück – die Pistole ist dadurch sofort wieder entspannt und völlig sicher. Auch dieser Vorgang wird durch ein deutliches Knacken und durch das Versenken des Schlagbolzens im Verschluss bemerkbar.

## Modellvarianten
| Variante | Gesamtlänge mm | Lauflänge mm | Höhe mm | Breite mm | Gewicht g | Kaliber                    | Max. Magazinfüllung | Anmerkungen |
| -------- | -------------- | ------------ | ------- | --------- | --------- | -------------------------- | ------------------- | --- |
| PSP      | 166            | 102          | 127     | 29        | 785       | 9×19mm                     | 8                   | Ursprungsvariante; Magazinhalter am Griffstückboden |
| P7       | 171            | 102          | 129     | 29        | 780       | 9×19mm                     | 8                   | Erste Behördenausführung; Breiterer Magazinhalter am Griffstückboden, tiefer gezogene Griffschalen verdecken den Magazinhalter seitlich                                      |
| P7M8     | 171            | 102          | 129     | 29        | 780       | 9×19mm                     | 8                   | Magazinhalter beidseitig am Griffstück in Daumenhöhe, Hitzeschild im Abzugsbügel                                                                                             |
| P7M13    | 175            | 102          | 135     | 33        | 850       | 9×19mm                     | 13                  | Magazinhalter beidseitig am Griffstück in Daumenhöhe, Hitzeschild im Abzugsbügel                                                                                             |
| P7M10    | 175            | 102          | 145     | 33        | 1.250     | .40 S&W                    | 10                  | Magazinhalter beidseitig am Griffstück in Daumenhöhe, Hitzeschild im Abzugsbügel                                                                                             |
| P7K3     | 160            | 96,5         | 125     | 29        | 750–775   | .22 lfB 7,65 Br. 9 mm kurz | 8–10                | Wechselläufe, -magazine und Verschlussfedern im Set; Magazinhalter beidseitig am Griffstück in Daumenhöhe (kein Hitzeschild, da der Verschluss hier ohne Gasbremse auskommt) |
| 1.       |                |              |         |           |           |                            |                     | |

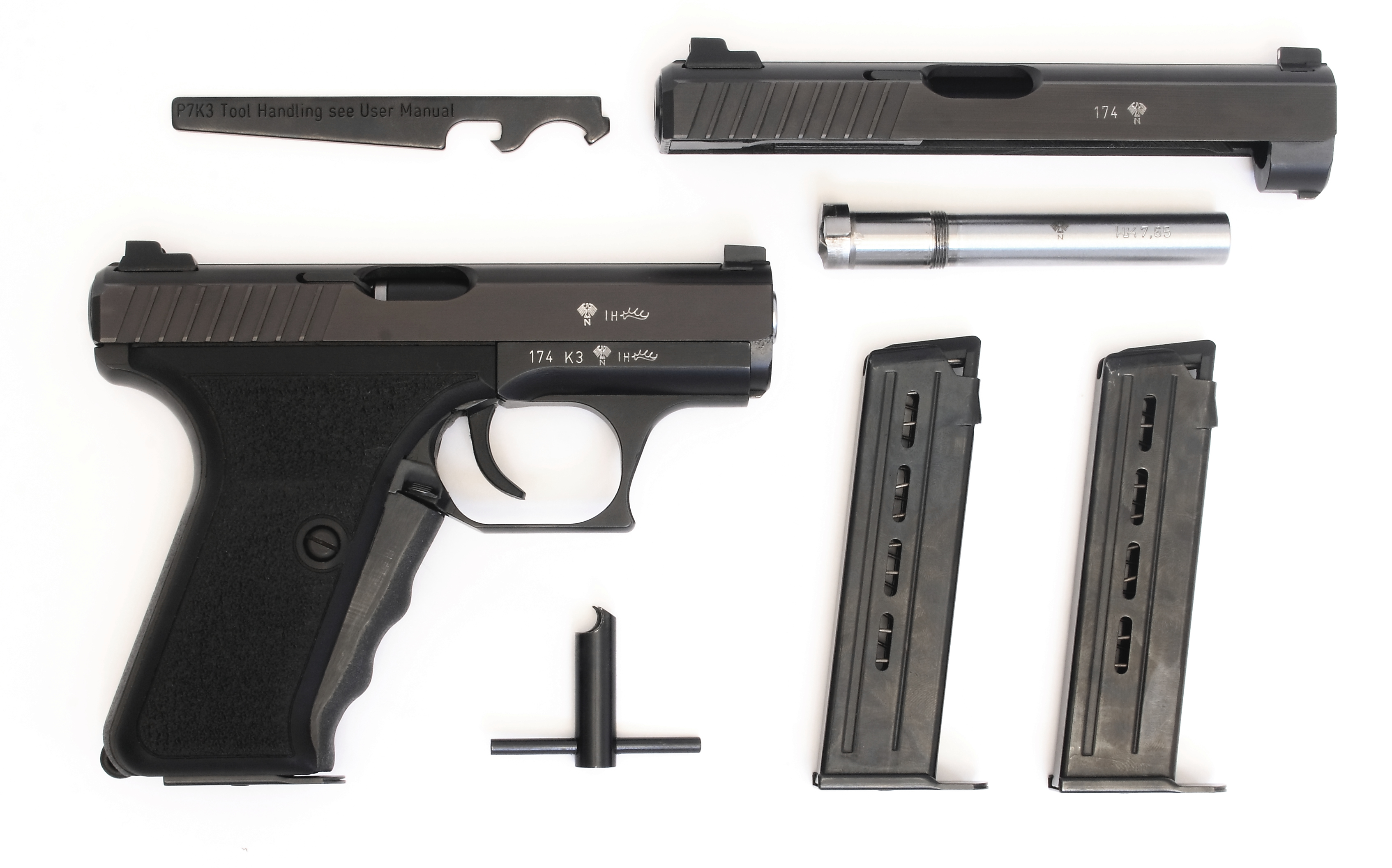
Heckler & Koch P7K3 in .22LR mit .32ACP Wechselset

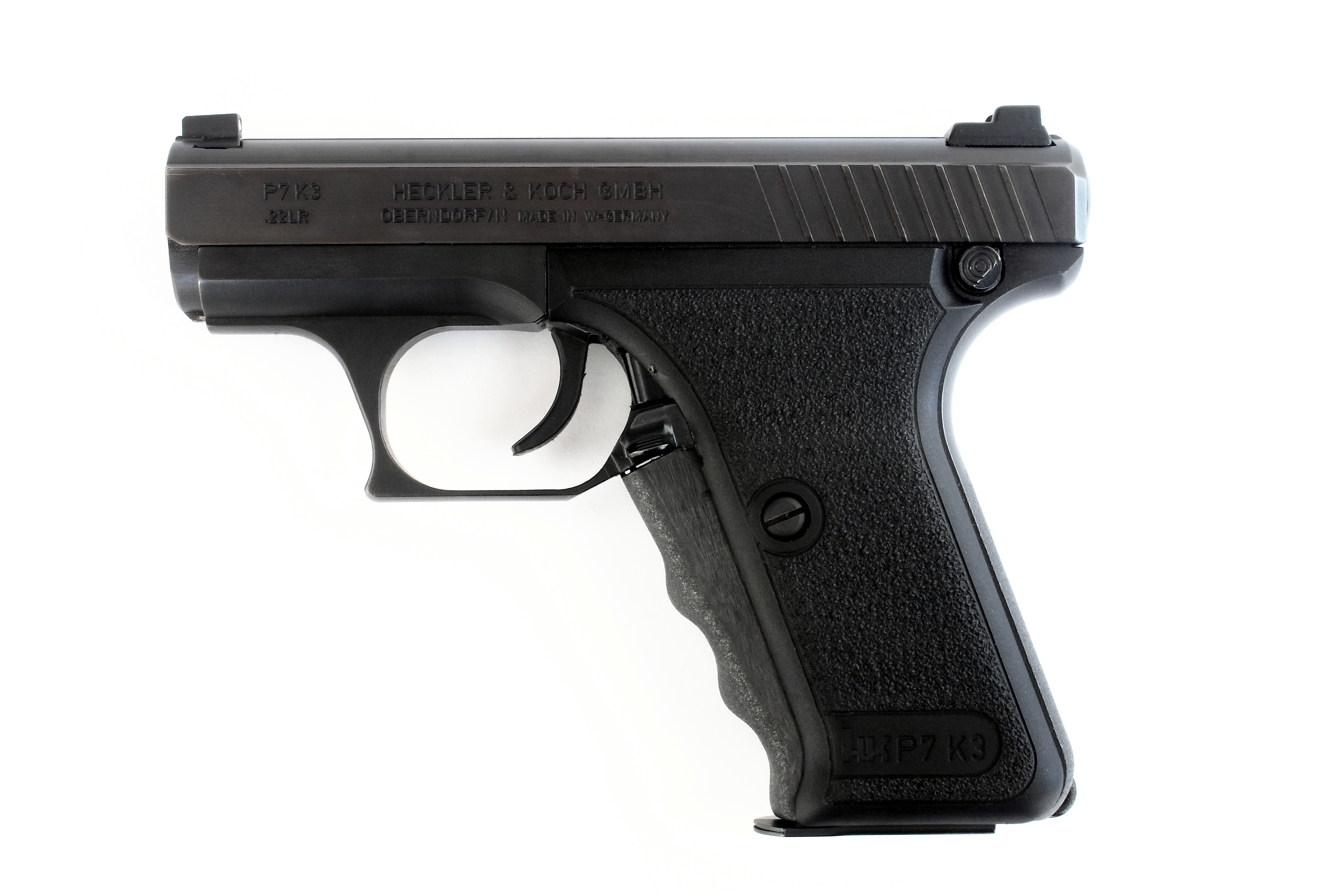
Heckler & Koch P7K3 in .22LR

Es existieren sechs Prototypen der P7 M7 im Kaliber .45 ACP, die nie in Produktion gingen.

## Probleme und Kritik
In Niedersachsen kamen in den 90er-Jahren durch Fehlbedienung mehrere Menschen zu Tode. Begünstigt wurde dies durch eine konstruktive Eigenschaft der Waffe: ein Schuss löst sich bei der P7, wenn gleichzeitig Abzug und Spanngriff gedrückt werden; die Waffe differenziert dabei nicht, welcher Hebel zuerst gedrückt wird. Dadurch kam es in Stresssituationen zu mehreren Unfällen, als Polizisten im Reflex nicht nur den Spanngriff, sondern gleichzeitig mit dem Zeigefinger den Abzug durchzogen und Kollegen und Verdächtige verletzten und töteten. Das Deutsche Waffen-Journal berichtete 1996 darüber und brachte einen Artikel, wie die P7 zu verändern wäre, damit der Abzug außer Funktion ist, wenn er bei entspanntem Griffstück gezogen wird und nach Ziehen des Griffstückes erst nach Entlastung, wie nach einem Schuss, wieder scharf wird. Es ist nicht bekannt, ob und wie viele Waffen dementsprechend umgebaut wurden.
Prinzipbedingt wird die Waffe im Bereich des vorderen Griffstückes, wo sich der Gaszylinder befindet, sehr heiß. Deswegen wurde bei der P7M8 gegenüber dem Ursprungsmodell P7 PSP oberhalb des Abzugbügels ein Hitzeschild aus Kunststoff angebracht.
Obwohl es möglich ist, das Geräusch des entspannenden Schlagbolzens gemäß HK-Bedienungsanleitung zu vermindern, indem man beim Entspannen den Schlitten ein Stück zurückzieht, ist die Bewegung des Griffstückes beim Spannen wie Entspannen immer noch deutlich hörbar, was in gewissen taktischen Situationen als Nachteil empfunden wird.

## Verwendung
Die P7 war lange bei der GSG 9 des Bundesgrenzschutzes (heute Bundespolizei) eingeführt, sie zählt noch heute zur Ausstattung vieler Spezialeinheiten und auch Polizeibehörden im In- und Ausland. Die bayerischen und sächsischen Landespolizeien stockten so 2002 ihre Bestände (880 Pistolen Bayern, 65 Pistolen Sachsen) auf, die aus dem Verkauf der Polizei Niedersachsen stammten. Diese stellte zwischen 2002 und Ende 2006 für 7,5 Millionen Euro auf die HK P2000 um. Die Standardwaffe der bayerischen Polizei ist seit 2018 die HK SFP9, die die P7 ersetzte. Der militärische Personenschutz der deutschen Feldjägertruppe führte die P7. Sie wurde dann durch die P30 von HK ersetzt. Der Justizvollzug in Nordrhein-Westfalen hatte sie 2004 noch im Bestand.